# Davie Selke
Davie Selke (Schorndorf, 20 de janeiro de 1995) é um futebolista alemão de ascendência etíope que atua como centroavante. Atualmente, joga no İstanbul Başakşehir. 

## Carreira

### Rio 2016
Davie Selke foi vice-campeão e medalhista de prata pela Seleção Alemã de Futebol nas Olimpíadas de 2016 no Rio contra o Brasil.

## Títulos
Alemanha
- Campeonato Europeu Sub-19: 2014
- Campeonato Europeu Sub-21: 2017

### Prêmios individuais
- Jogador de ouro do Campeonato Europeu Sub-19 de 2014[3]
- Equipe do torneio do Campeonato Europeu Sub-19 de 2014[4]

### Artilharias
- Campeonato Europeu Sub-19 de 2014 (6 gols)